# Feldbuch

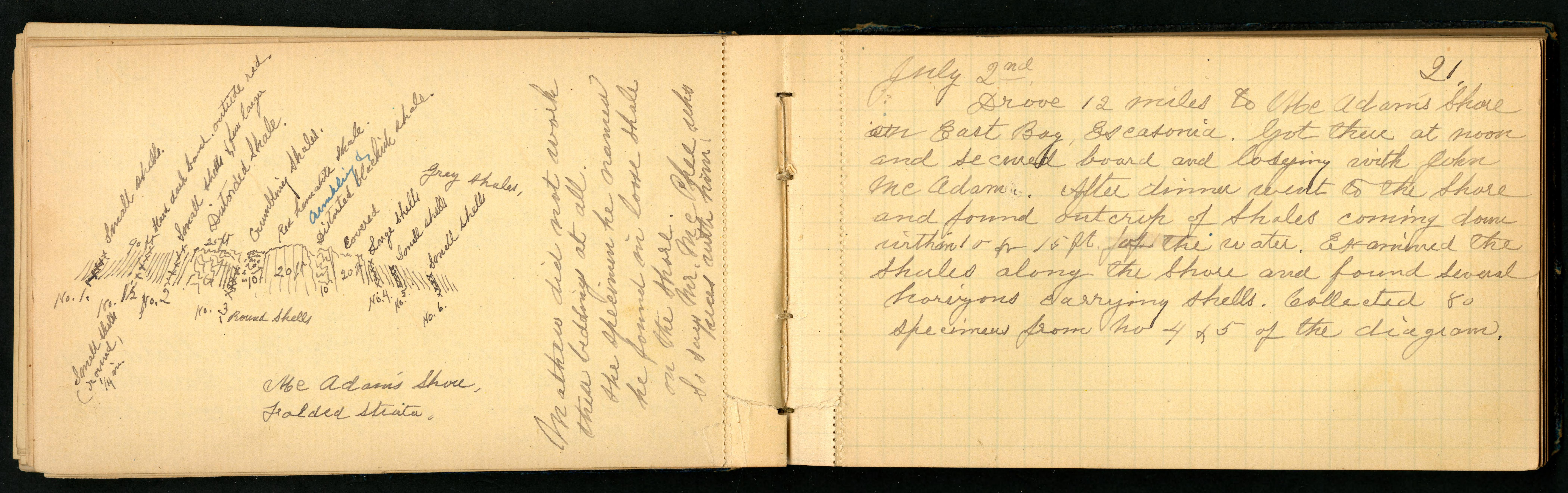
Aufzeichnungen des USGS-Geologen Samuel Ward Loper aus dem Jahr 1901

Ein Feldbuch ist eine Dokumentation von Vermessungs- und anderweitigen Erkundungsergebnissen von Technikern und Wissenschaftlern.
Im Bereich der Geodäsie nennt man die technische Zeichnung eines Vermessers, welche „im Feld“, also im Freien auf einem Feldbuchrahmen angefertigt wird, Feldbuch.

## Ausführung und Anwendung
Die Zeichnung ist meistens unmaßstäblich, ein Lineal muss nicht zwingend verwendet werden. Die Feldbücher gelten im Vermessungswesen als Urkunden. Es werden prinzipiell die Originale archiviert, selbst wenn diese stark verschmutzt sind oder nass wurden. Oftmals erfolgt im Büro eine saubere Abzeichnung, diese ist immer nur eine Ergänzung zum originalen Feldbuch.
Die Zeichnung erfolgt auf normalem Papier oder neuerdings auch wasserfestem Papier mittels nicht korrigierbarem Stift, früher Kopierstift, heute Kugelschreiber oder Filzstift. Bleistifte sind nicht zulässig, Korrekturen mittels Tipp-Ex ebenfalls nicht. Korrekturen werden mittels Durchstreichen des zu korrigierenden Zeichenelements durchgeführt.
Mehrfarbige Zeichnungen sind unüblich, es dominieren schwarze Stifte. Die Verwendung grüner Stifte ist verboten, da die grüne Farbe Bauämtern vorbehalten ist.
Das Feldbuch der Geowissenschaftler ist die primäre Aufzeichnung, die durch Begehungen im Gelände infolge von Messungen, Beprobungen, Profiluntersuchungen oder Sichtnahmen entsteht. Es umfasst textliche und zeichnerische Informationen. Typische Anwendungen des Feldbuches sind Begehungen an natürlichen und künstlichen geologischen Aufschlüssen sowie die Aufnahmearbeiten zur Erstellung einer geologischen Karte. Der Umgang mit dem Feldbuch ist vielerorts Bestandteil der universitären Geologenausbildung. Zunehmend ersetzen tragbare Computer das handschriftliche Notizbuch und werden als elektronisches Feldbuch oder Feldcomputer bezeichnet.